# Pteridocalyx
Pteridocalyx – rodzaj roślin okrytonasiennych z rodziny marzanowatych. Przedstawiciele rodzaju są gatunkami endemicznymi w Gujanie.
Do rodzaju Pteridocalyx zaliczane są zazwyczaj dwa gatunki. Niektóre źródła podają, że Pteridocalyx minor jest synonimem Pteridocalyx appunii, tak więc według tych autorów rodzaj P. obejmuje tylko jeden gatunek.
Wykaz gatunków:
- Pteridocalyx appunii Wernham J. Bot. 49: 318
- Pteridocalyx minor Wernham J. Bot. 51: 218